# 崔日知
崔 日知（さい じつち、生没年不詳）は、唐代の官僚。字は子駿。本貫は滑州霊昌県。

## 経歴
崔日用の従兄にあたる。長安県丞の崔汲の子として生まれた。景雲元年（710年）、洛州司馬となった。譙王李重福が東都洛陽に入って反乱を起こすと、群臣はみな避難逃亡したが、日知はひとり民衆や官吏を率いて留守に赴き、屯営と合流して反乱軍を討った。李重福が死去すると、日知は功により銀青光禄大夫の位を加えられ、京兆尹に累進した。不正に財産を蓄えた罪で御史の李如璧に弾劾され、歙県県丞に左遷され、安平県侯に封じられた。まもなく殿中監に転じ、中山郡公に進封された。日知は張説と仲が良く、張説により御史大夫に推薦されたが、玄宗に許されなかった。日知は左羽林大将軍となり、河南尹の崔隠甫が御史大夫となった。崔隠甫はこのため張説と不仲となった。まもなく日知は太常寺卿に転じた。日知は朝廷の官を歴任すること久しく、朝士が参集するたびに、いつも尚書と同列に並んだため、当時の人に「尚書裏行」と号された。開元16年（728年）、潞州大都督府長史として出向した。ほどなく老齢のため致仕した。のちに死去した。諡は襄といった。

## 伝記資料
- 『旧唐書』巻99 列伝第49
- 『新唐書』巻121 列伝第46